# 伊格爾帕斯 (德克薩斯州)
伊格爾帕斯（英語：Eagle Pass）是一個位於美國德克薩斯州馬弗里克縣的城市。根據2010年美國人口普查，該地共人口26255人，而該地的面積約為24.812平方千米。同時該地也是馬弗里克縣的縣治。
2024年初，美國聯邦政府与德克萨斯州政府的执法人员，就移民管控问题，在此发生摩擦。

## 地理
伊格爾帕斯的座標為28°42′38″N 100°29′22″W / 28.71056°N 100.48944°W，而該地的平均海拔高度為223米（即732英尺）。